# Johor Bahru
Johor Bahru es una ciudad de Malasia, capital del estado de Johor, situado en Malasia Peninsular. 
Según estimación 2010 contaba con una población de 916.409 habitantes.
Después de Kuala Lumpur, la capital nacional, es el segundo centro urbano más poblado del país. Es un importante sitio industrial, de turismo y comercial. La ciudad limita con Singapur, con cuyo centro urbano está comunicada por varias grandes autopistas.

## Ciudades hermanadas
Johor Bahru está hermanada con las ciudades de:
- Madrid, España.
- Detroit, Míchigan, Estados Unidos.
- Estambul, Mármara, Turquía.
- La Paz, Bolivia.
- Ciudad de Panamá, Panamá
- Tijuana, México[2]